# Gürtelamadine
Die Gürtelamadine (Poephila cincta), auch Gürtelgrasfink genannt, ist eine Vogelart aus der Familie der Prachtfinken. Er wird der Gattung der Grasfinken zugeordnet und zählt zur Fauna Australiens. Die Gürtelamadine kommt dort im Norden und Nordosten des australischen Kontinents vor. Die Spitzschwanzamadine, die ihm sehr ähnelt, ist eng mit dieser Art verwandt und bildet gemeinsam mit ihm eine Superspezies.  Es werden mehrere Unterarten unterschieden.

## Beschreibung
Gürtelamadinen erreichen eine Körperlänge bis zu 11 Zentimeter. Sie haben einen dunklen, spitzen Schnabel, eine auffällige schwarze Kehle, schwarze Augenzüge und einen hellgrau gefiederten Kopf. Die Körperunterseite ist rehbraun gefiedert. Im Vergleich zur Spitzschwanzamadine sind die mittleren Schwanzfedern sehr viel weniger stark verlängert und laufen nur in kurzen Spitzen aus. Die Augen sind braun und der Schnabel ist schwarz.
Die Jungvögel sind düsterer und matter gefärbt als adulte Vögel.

## Verbreitung und Lebensweise

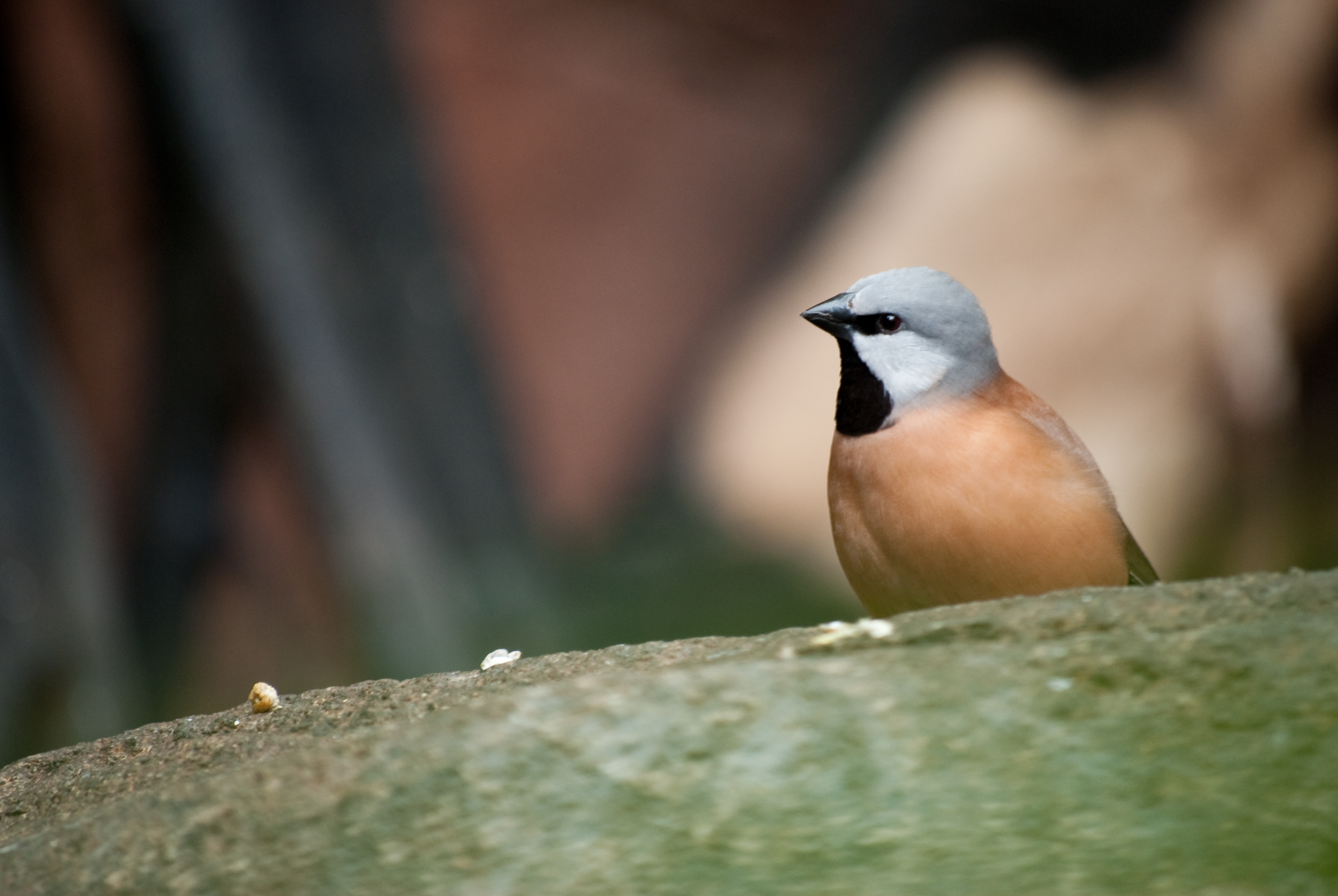

Die Gürtelamadine kam ursprünglich vom äußersten Nordosten Australiens, dem Kap York, bis zum äußersten Norden von New South Wales vor. Dieses ursprüngliche Verbreitungsgebiet ist mittlerweile auf ein Drittel des ursprünglichen Areals geschrumpft. Die Nominatform gilt sogar als stark gefährdet. Als Ursache des Bestandsrückgangs gilt der Verlust von Nahrungsgrundlagen durch die intensive Schafhaltung und durch die Nahrungskonkurrenz der eingeführten Kaninchen.
Die Gürtelamadine bewohnt bevorzugt offene Savannenlandschaften, in denen wenige, aber hohe Eukalyptusbäume vorkommen und die einen dichten Grasunterwuchs aufweisen. Ähnlich wie die Spitzschwanzamadine entfernt sich der Gürtelgrasfink niemals weit vom Wasser und nutzt in Küstenregionen auch ausgedehnte Bestände von Schraubenbäumen. Der Gürtelgrasfink meidet die unmittelbare Nähe von Menschen und hält sich von Siedlungen und dichter besiedelten Regionen fern. Die Nahrung sind überwiegend Grassamen und andere kleine Sämereien. Ungewöhnlich bei dem Gürtelgrasfink ist eine Bewegungsweise, die außer der Spitzschwanzamadine bei keiner anderen Prachtfinkenart zu beobachten ist. Nach jeder Landung bewegen sie ihren Kopf senkrecht auf und ab, wobei der Schnabel parallel zum Erdboden gehalten wird. Da beide Arten keine Schwanzbewegungen aufweisen, ist es möglich, dass sich dieses Kopfnicken aus einer Gleichgewichtsbewegung heraus entwickelte.
Die Brutzeit fällt in die zweite Hälfte der Regenzeit und damit in die Monate Januar bis Mai. Gürtelgrasfinken sind Freibrüter. Für den Nistbau verwenden sie Gräser, Pflanzenwolle, Moos, Federn und Pflanzenfasern. Das Nest besteht aus bis zu 1.200 Halmen. Das Weibchen legt zwischen fünf und neun Eier. Der Brutbeginn ist vom 4. Ei an, beide Elternvögel brüten. Die Brutdauer beträgt etwa 20 Tage.

## Haltung als Ziervogel
Gürtelamadinen wurden 1861 das erste Mal nach London und 1869 durch Carl Hagenbeck nach Deutschland importiert. Seitdem sind sie, von der Unterbrechung durch die beiden Weltkriege und die Nachkriegsjahre abgesehen, immer im Handel gewesen. Sie wurden jedoch immer seltener gehandelt als die Spitzschwanzamadine.
Gürtelamadinen werden in Europa häufig als Ziervögel gehalten. Sie benötigen einen großen Käfig beziehungsweise eine Voliere mit Außenanteil. Während der Brutzeit müssen sie einzeln gehalten werden, da sie gegenüber anderen Prachtfinken zu Aggressionen neigen.

## Belege

### Einzelbelege
1. ↑   Nicolai et al., S. 110
2. ↑   Nicolai et al., S. 102
3. ↑   Nicolai et al., S. 110
4. ↑   Nicolai et al., S. 103
5. ↑   Nicolai et al., S. 112 und S. 111